# Korntal-Münchingen
Korntal-Münchingen là một thị xã ở huyện Ludwigsburg, Baden-Württemberg, Đức. Đô thị này có diện tích 20,71 km², dân số thời điểm ngày 31 tháng 12 năm 2006 là 18.303 người. Đô thị này toạ lạc ở ranh giới tây bắc của Stuttgart cách trung tâm thành phố này 8 km, cự ly 10 km về phía tây nam của Ludwigsburg.

## Đô thị kết nghĩa
- Pháp: Mirande (Toulouse)
- Bỉ: Tubize (Waterloo)